# ゼロ・グラヴィティ

ゼロ・グラヴィティ

ゼロ・グラヴィティ（アンチグラビティ、英: Anti-gravity lean）はマイケル・ジャクソンのダンスパフォーマンスである。両手両足を揃えて起立した状態から、踵を支点にして身体を前方へゆっくり傾けていき、斜め45度の角度で静止した後、また元の体勢へ戻るという一連の動きである。
本パフォーマンス実現のためジャクソンはマイケル・ブッシュ、ダニエル・トンプキンスと連名で、US 5255452 Method and means for creating anti-gravity illusionとして特許を取得している。

## 概要
このダンスパフォーマンスが最初に行われたのは1988年の長編作品『ムーンウォーカー』内における、『スムーズ・クリミナル』のショートフィルムにおいてである。
ただし、この時はワイヤーを使って吊り上げる形でおこなわれている。これがもともとのダンスパフォーマンスとしてのゼロ・グラヴィティである。
しかし、この仕掛けは即時の脱着が困難であるようで、映像の中でもダンスパフォーマンスの終了後即座にカットが切り替わり、また、この仕掛けをそのまま用いてライブ上でこのダンスパフォーマンスを再現することはできず、同年のバッド・ワールド・ツアーで「スムーズ・クリミナル」を披露する際にも、そのパートは省かれている。
後年(1992年)になって、このパフォーマンスをライブで再現するために考え出された技術が、Method and means for creating anti-gravity illusionである。この技術を使うことで、デンジャラス・ワールド・ツアーやヒストリー・ワールド・ツアーではダンスパフォーマンスとしてゼロ・グラヴィティをライブのステージ上でも再現できるようになった。
このように映像作品におけるそれと、ライブのステージ上におけるそれは、厳密にはその仕組み・仕掛けが異なっている。また時系列的には、映像におけるダンスパフォーマンスをライブのステージ上で再現するために考え出されたのが、技術としてのゼロ・グラヴィティである。
ただし、自力で直立の姿勢に戻すには脊椎と筋肉をはじめとした体幹が強力である必要があるとされている。

## 仕組み
主に出願された特許に基づくアンチ・グラヴィティ・リーンの仕組みは
1. まず、靴は足首までを覆う形で、なおかつ、かかと部分にフックをひっかけるためのV字の金属のパーツのついた特殊なものをつかう。
2. 床から出たT字型のフックに、靴のかかとを引っかける。
3. そのまま、足を軸にして上半身を倒し、斜めに傾く姿勢を作る。
4. その後、自力で（腹筋、背筋、腓腹筋などを使って）もとの直立の姿勢まで引き上げる。
5. フックから靴をはずす。（実際のステージ上では引っかけるためのフックは即座にステージ上から引っ込む）[5]

## その他
- 1939年版のオズの魔法使におけるブリキ男が登場するシーンのダンスにも、両足をそろえたまま斜めに倒れる動きが出てくる[要出典]またマイケルは複数回にわたり同作品を鑑賞している[7]。